# 欣特凯费克谋杀案

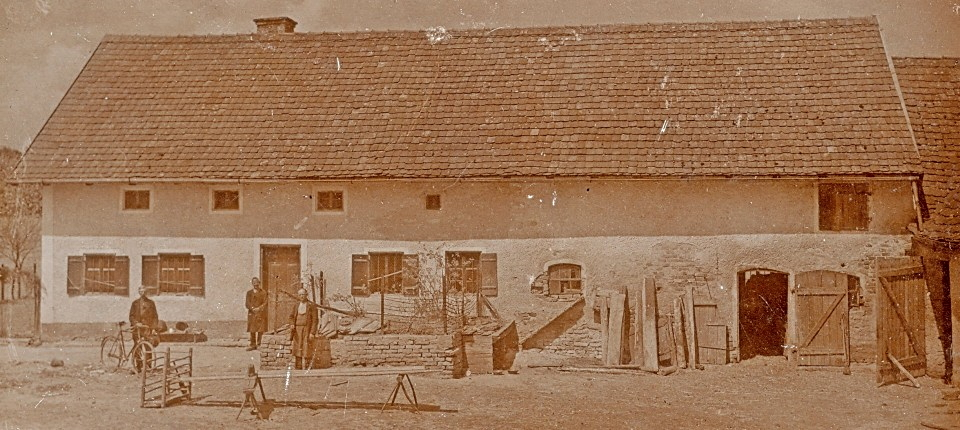
欣特凯费克

欣特凯费克谋杀案是指1922年3月31日德国巴伐利亚欣特凯费克（德語：Hinterkaifeck，發音：[ˈhɪntɐˌkaɪfɛk]）发生的一起谋杀案，6名受害者在此案中死亡，目前该案仍未被破获。

## 历史
欣特凯费克并非是一个官方地区名称，而是谋杀案发生农场的名称。该农场位于巴伐利亚州魏德霍芬，建立于1863年左右，在1923年，即谋杀案发生约一年后农场被完全拆除。

## 前夕与经过
由于没有目击者，目前还不知道事发当天（星期五）到底发生了什么。 据认为，農場主人，分別為63及72歲的格鲁伯夫妇、35歲的女兒维多利亚和她的7歲长女泽西莉亚不知如何被引诱到农场的谷仓，在那里被人用镐头杀害。 凶手随后进入主屋，在维多利亚的卧室里杀害了她的2歲幼子约瑟夫，在仆人的房间里杀害了案發當天才第一日上班的傭人玛丽亚。
早在案发前半年，安德烈亚斯告诉他的邻居，他发现了可疑的脚印。 在雪地上发现的脚印表明，有人从附近的树林来到农场，但没有迹象表明他们从农场離開。 他还说他在阁楼上听到了脚步声，并在农场发现了一些從沒訂閱過的报纸。 此外，在事件发生之前，农场的几把钥匙已经丢失，但没有向警方报告。
在事件发生的六个月前，一名女佣人辞去了工作，离开了。 给出的理由是，「農場裏好像有其他陌生人監視著」。 因此，事件的受害者玛丽亚是作为一个新的仆人来到农场的，但她是在事发当天来到农场的，就在案发前几个小时。
在接下来的4月4日星期二，几个邻居怀疑这一家人已经好几天没有露面了，就去了农场。邮递员注意到，他在前一个星期六送出的邮件无人看管。大女儿策齐利亚从星期六到星期一都没有去上学。这家人有在周日做礼拜的习惯，但那个星期他们没有去教堂。周二，一名工头到农场修理机器，他在那里工作了5个小时，但农场里没有人，他没有看到任何人。 当邻居们到达农场时，他们注意到农场的所有门都锁着。他们推开谷仓的门，走了进去，在里面发现了四具尸体。其余两具尸体是在主屋内发现的。
之所以迟迟没有被发现，是因为这个家庭地处偏僻，安德烈亚斯和他的女儿维多利亚之间存在乱伦关系，而且有传言说约瑟夫是他们的孩子，以及他在村民中以吝啬闻名。

## 调查
经过调查，农场中的六人全部遇害，他们分别是：
- 安德里亚斯·格鲁贝尔（Andreas Gruber，63岁），农场主人。

- 策齐利亚·格鲁贝尔（Cäzilia Gruber，72岁），农场女主人。

- 维多利亚·加布里埃尔（Viktoria Gabriel，35岁），安德里亚斯与凯齐利亚的女儿。

- 策齐利亚·加布里埃尔（Cäzilia Gabriel，7岁），维多利亚的女儿。

- 约瑟夫·格鲁贝尔（Josef Gruber，2岁），维多利亚的儿子。

- 玛丽亚·鲍姆加特纳（Maria Baumgartner，44岁），保姆。

4月5日，即尸体被发现的第二天，慕尼黑警方的调查人员来到这里，在谷仓内进行了尸检。结果，他们在阁楼上发现了用于掩盖脚步声的稻草和凶手（和其他人）可能睡觉的地方的痕迹。此外，还发现一些屋顶瓦片被拆除，以提供房产的全景。进行尸检的法医发现，所有受害者头部、胸部皆受到严重创伤，凶器可能为一把十字镐或类似的工具。。慕尼黑警方当时在调查中使用了通灵术，他们在当地切下了尸体的头部，并将其送到纽伦堡供通灵师调查。然而，没有取得具体成果。
尸检显示，大女儿泽西莉亚在袭击发生后存活了几个小时。她躺在谷仓的稻草上，旁边是她祖母和母亲的尸体，还有她自己头发的痕迹，是她自己粗暴地拔出来的。
在4月8日，有人悬赏100,000马克，征集任何凶手的信息。
最初，警方认为這是一宗劫殺案，他们询问了附近村庄的居民，以及在该地区徘徊的工程师、流浪者、前科犯和小贩。 然而，当在农场的主要建筑中发现大量现金时，犯罪者是小偷的想法被排除。据信，犯罪者在犯罪后在农场停留了数天。牛和鸡被人喂过，在厨房里发现了面包和肉，一些邻居在周末（案發翌日）看到农场的烟囱仍在冒烟。如果犯罪动机是盗窃，犯罪者（和其他人）应该能够在这段时间内找到现金。然而，即使向仇殺方向調查也没有找到任何显著的證據。
由于这是一个天主教相当强大的地区，有一种说法是这个地区的教会首席牧师可能通过罪犯或了解情况的人的忏悔知道真相，但这位牧师的证词没有被记录在警方的记录中。目前还不清楚他的女儿维多利亚（被描述为 "非常吝啬"）是否与这一事件有关，尽管她在事件发生前不久离奇地在教堂忏悔室留下了一大笔捐款。
慕尼黑警方的调查人员为解决此案做出了最大的努力。然而，调查受到了村民反感的阻碍，他们没有像预期的那样合作。多年来，包括村民在内的数百人被作为嫌疑人接受询问，但没有成功。

## 可能的嫌疑人
- 卡尔·加布里埃尔（Karl Gabriel）
- 洛伦茨·施利滕鲍尔（Lorenz Schlittenbauer）
- 约瑟夫·贝特尔（Josef Bärtl）
- 格布吕德·贡普（Gebrüder Gump）
- 卡尔与安德里亚斯·S兄弟（Karl、Andreas S.）
- 彼得·韦伯（Peter Weber）
- 格布吕德·比希勒与格奥尔格·西格尔（Gebrüder Bichler、Georg Siegl）
- 格布吕德·塔勒（Gebrüder Thaler）

## 后续
为进一步调查，所有受害人的头部被取下送往慕尼黑实验室进行尸体检查。但在第二次世界大战中，所有的头骨都在战争中遗失。1923年，安德里亚斯·格鲁贝尔农场被拆除，人们在农场附近为受害者建立了一个墓碑。